# العلاقات الإكوادورية الكورية الجنوبية
العلاقات الإكوادورية الكورية الجنوبية هي العلاقات الثنائية التي تجمع بين الإكوادور وكوريا الجنوبية.

## مقارنة بين البلدين
هذه مقارنة عامة ومرجعية للدولتين:
| وجه المقارنة                                              | الإكوادور                      | كوريا الجنوبية                                                          |
| --------------------------------------------------------- | ------------------------------ | ----------------------------------------------------------------------- |
| المساحة (كم2)                                             | 283.56 ألف                     | 100.30 ألف                                                              |
| عدد السكان (نسمة)                                         | 16.62 مليون                    | 51.47 مليون                                                             |
| الكثافة السكانية (ن./كم²)                                 | 58.61                          | 513.16                                                                  |
| العاصمة                                                   | كيتو                           | سول                                                                     |
| اللغة الرسمية                                             | اللغة الإسبانية، كيشوا ‏، شوار ‏ | اللغة الكورية                                                           |
| العملة                                                    | دولار أمريكي، سوكري إكوادوري   | وون كوري جنوبي                                                          |
| الناتج المحلي الإجمالي (بليون دولار)                      | 103.06 مليار                   | 1.53 تريليون                                                            |
| الناتج المحلي الإجمالي (تعادل القوة الشرائية) بليون دولار | 185.24 مليار                   | 1.75 تريليون                                                            |
| الناتج المحلي الإجمالي الاسمي للفرد دولار أمريكي          | 6.21 ألف                       | 27.22 ألف                                                               |
| الناتج المحلي الإجمالي للفرد دولار أمريكي                 | 11.37 ألف                      |                                                                         |
| مؤشر التنمية البشرية                                      | 0.746                          | 0.901                                                                   |
| رمز المكالمات الدولي                                      | +593                           | +82                                                                     |
| رمز الإنترنت                                              | .ec                            | .kr                                                                     |
| المنطقة الزمنية                                           | 00                             | توقيت كوريا الجنوبية، ت ع م+09:00، آسيا/سيول ‏، ت ع م+08:00، ت ع م+08:30 |

## منظمات دولية مشتركة
يشترك البلدان في عضوية مجموعة من المنظمات الدولية، منها:
| علم المنظمة | اسم المنظمة                                                | تاريخ انضمام الإكوادور | تاريخ انضمام كوريا الجنوبية |
| ----------- | ---------------------------------------------------------- | ---------------------- | --------------------------- |
|             | مؤسسة التمويل الدولية                                      | 20 يوليو 1956          | 16 مارس 1964                |
|             | منظمة حظر الأسلحة الكيميائية                               | ?                      | ?                           |
|             | يونسكو                                                     | 22 يناير 1947          | 14 يونيو 1950               |
|             | الأمم المتحدة                                              | 21 ديسمبر 1945         | 17 سبتمبر 1991              |
|             | المنظمة الهيدروغرافية الدولية                              | ?                      | ?                           |
|             | منظمة الشرطة الجنائية الدولية                              | ?                      | ?                           |
|             | البنك الدولي للإنشاء والتعمير                              | 28 ديسمبر 1945         | 26 أغسطس 1955               |
|             | العملية المشتركة للاتحاد الأفريقي والأمم المتحدة في دارفور | ?                      | ?                           |
|             | الاتحاد البريدي العالمي                                    | ?                      | ?                           |
|             | مؤسسة التنمية الدولية                                      | 7 نوفمبر 1961          | 18 مايو 1961                |
|             | منظمة التجارة العالمية                                     | ?                      | ?                           |
|             | الفريق المعني برصد الأرض                                   | ?                      | ?                           |
|             | وكالة ضمان الاستثمار متعدد الأطراف                         | 12 أبريل 1988          | 12 أبريل 1988               |

## وصلات خارجية
- موقع وزارة الخارجية الإكوادورية
- موقع وزارة الخارجية الكورية الجنوبية